# Charly Antolini

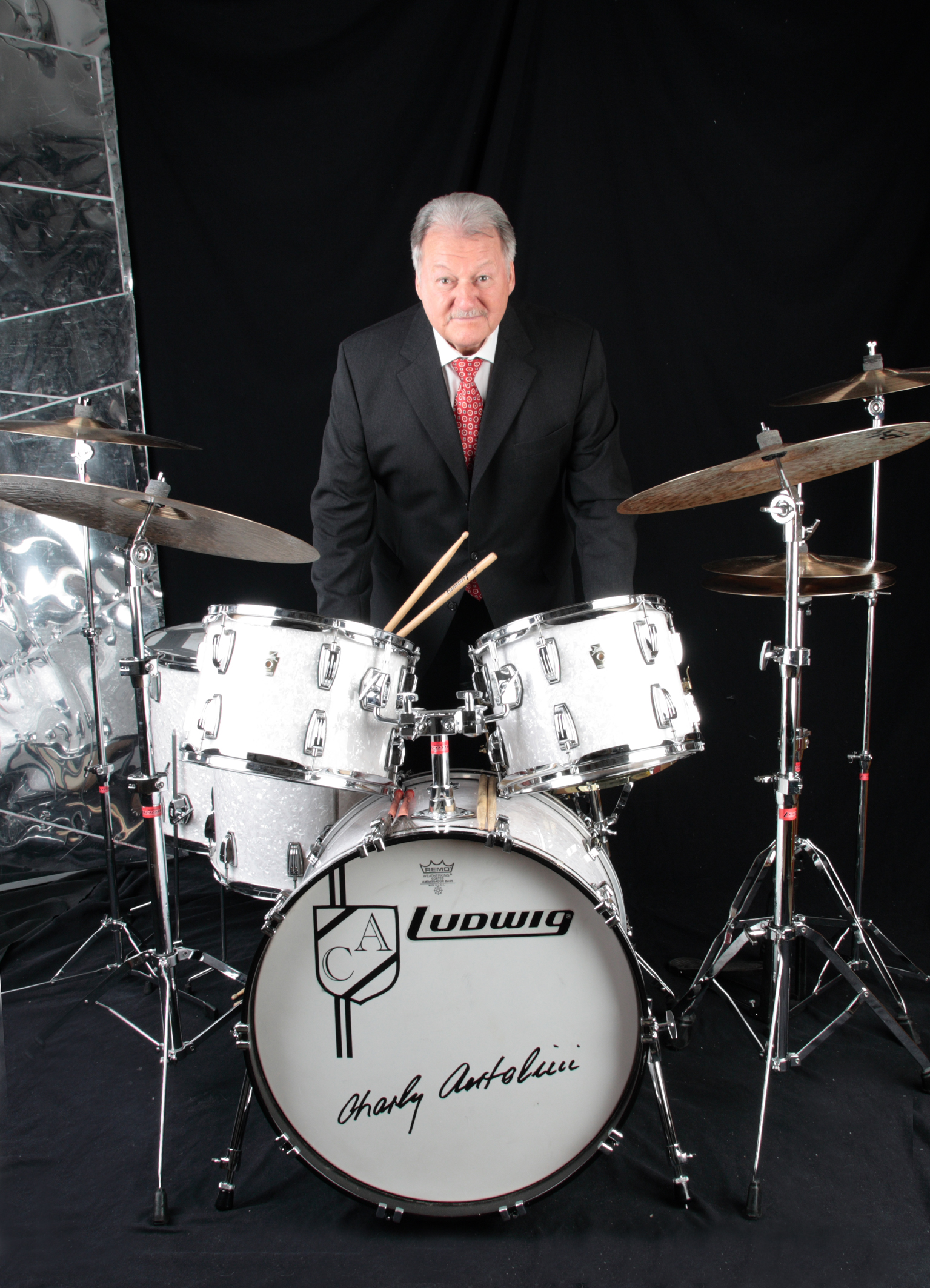
Charly Antolini (2008)

Charly Antolini (* 24. Mai 1937 in Zürich) ist ein Schweizer Jazz-Schlagzeuger, der mit Dixieland und Swing begann und sich in den 1960er und 70er Jahren an Hard Bop und Fusion (Jazz Rock) orientierte.

## Leben
Seine Ausbildung begann Antolini an der traditionellen Basler Trommel in seiner Heimatstadt. 1956 begann er in Paris als professioneller Jazzmusiker zu spielen. Sein Vorbild war Louie Bellson. In Paris spielte er u. a. mit Sidney Bechet, Bill Coleman und Albert Nicholas, gefolgt von Festivalauftritten in ganz Europa. 
Bekannt wurde er in den 1950er Jahren durch sein Spiel in der Oldtime-Jazz-Band „The Tremble Kids“ (mit dem Trompeter Oscar Klein und dem Klarinettisten Werner Keller), mit denen er noch in den 1990er Jahren gelegentlich spielte. 1962 ließ er sich in Deutschland (Stuttgart) nieder, wo er fünf Jahre zusammen mit dem Bassisten Peter Witte und dem Pianisten Horst Jankowski das rhythmische Rückgrat der SWR Bigband unter Erwin Lehn bildete. Er spielte außerdem in den Big Bands von Kurt Edelhagen (1974/75, nahm auch 1974 an der Sowjetunion-Tournee des Orchesters teil), Peter Herbolzheimer und Max Greger sowie in der NDR Bigband.
Mit Max Greger junior und Milan Pilar bildete er 1972 das Fusiontrio Catch Up, das mehrere Alben einspielte. Seit 1976 leitet er, mit wechselnden Besetzungen, eine eigene Band, „Charly Antolinis Jazz Power“, in der er lange mit Charly Augschöll oder Steve Hooks (Tenorsaxophon), David Gazarov (Klavier), Rocky Knauer (Bass) arbeitete und auch bekannte internationale Jazzmusiker begleitete. Außerdem spielte er u. a. mit Wolfgang Dauner, Benny Goodman (1981/2 für dessen Tournee in Deutschland und Italien, ein Konzert in Kopenhagen wurde im Fernsehen übertragen), Lionel Hampton (in den 1980er Jahren für Auftritte in Sylt und Kopenhagen), Barbara Dennerlein, Albert Mangelsdorff, Earl Hines, Roy Eldridge, Jimmy Giuffre, Art Farmer, Oliver Nelson, Art Van Damme, Fatty George, Stuff Smith, Baden Powell. Berühmt wurde sein Direktschnitt-Album Knock Out (1979), das innerhalb weniger Tage vergriffen war. Es gilt bis heute als Belastungstest für Hifi-Boxen.
1994 gründete Antolini mit dem Pianisten Dirk Raufeisen und dem Bassisten Jimmy Woode das Super-Trio.
Antolini ist künstlerischer Leiter der Jazz-Reihe Moosach swingt, veranstaltet vom Münchner Kulturverein Die Linie 1.
Charly Antolini lebt und arbeitet seit vielen Jahren in München.

## Diskografie (Auszug)
- 1966 Drum Beat (mit u. a. Conny Jackel, Joki Freund, Dieter Reith, Peter Witte) – BASF MPS CRM 620 D
- 1967  From Sticksland with Love (mit George Gruntz, Daniel Humair, Mani Neumeier, Pierre Favre) – SABA
- 1967 Soul Beat (mit u. a. Jiggs Whigham, Shake Keane, Wilton Gaynair, Francis Coppieters) – SABA
- 1972 In the Groove (mit u. a. Ack van Rooyen, Dusko Goykovich, Sigi Schwab, Jean Warland) – BASF MPS 21 21333-1
- 1978 Live (mit Ack van Rooyen, Lee Harper, Bob Burgess, Sal Nistico, Bertil Strandberg, Hermann Breuer, Rob Franken, Gary Todd) – Pläne Jazz G 0040
- 1979 Special Delivery (mit u. a. Dieter Reith, Wolfgang Schmid, Heinz von Hermann, Klaus Osterloh, Lee Harper) – MPS
- 1979 Knock Out (mit Wolfgang Schmid und Nippy Noya) – Jeton Direct-To-Disc (berühmt-berüchtigt als „Boxenkiller“)
- 1980 Countdown (mit Wolfgang Schmid, Nippy Noya, Andreas Witte, Andreas Gramm, Alfred Sacher) – Jeton Direct-To-Disc
- 1981 Crash (mit Andreas Witte, Wolfgang Schmid, Freddy Santiago, Guillermo Marchena) – Jeton Direct-To-Disc
- 1981 Hal, Steward, Bruce, Antolini & Friends: Blues & Boogie Explosion (mit Hal Singer, Willie Garnett, Bob Hall, George Green, Ian Stewart, Danny Adler, Jack Bruce) – Jeton Direct-To-Disc
- 1982 Menue (mit Wolfgang Schmid, Nippy Noya, Geoff Stradling) – Jeton Direct-To-Disc
- 1983 Finale (mit Wolfgang Schmid, Trilok Gurtu, Leszek Zadlo) – Jeton Direct-To-Disc
- 1985 Thunderball (mit Max Neissendorfer)
- 1987 Wow!!! (mit Steve Gut, Klaus Reichstaller, Uli Gutscher, Rick Keller, Max Neissendorfer, Jeff Wohlgenannt) – Verve
- 1988 Charly Antolini & Danny Moss: The Drivers – Skinfire Records (LeiCom)
- 1990 Cookin’ (mit Brian Lemon, Dick Morrissey, Len Skeat) – L+R Records
- 1992 Charly Antolini, Charly Augschöll, Niels Henning Ørsted Pedersen, Fritz Pauer On the Beat (Bell Records 1993)
- 1993 Right On! (mit Dick Morrissey, Brian Dee, Len Skeat)
- 1996 The „Jubilee“ – Skinfire Records (LeiCom)
- 1997 Live in Concert – Skinfire Records (LeiCom)
- 1998 Super Knock Out (Double Version) Jeton (rec. 1976)
- 1999 Knock Out 2000 (mit Wolfgang Schmid, Nippy Noya)
- 1999 Love to Play – Skinfire Records (LeiCom, mit David Gazarov, Rocky Knauer, Charly Augschöll, Martin Schrack, Karsten Gnettner, Sebastian Studnitzky)
- 2001 Loose and Easy – Skinfire Records (LeiCom)
- 2003 The 65th Birthday Concert – Live at Europapark Rust 2002 (mit Andrej Lebanov, David Gazarov, Rocky Knauer, Steve Hooks) – In-akustik DVD-Video
- 2005 Herman Rarebell/Pete York/Charly Antolini: Drum Legends – Skinfire Records
- 2010 Charly Antolini meets the Jazz Ladies (mit Cora Brunner, Lindy Huppertsberg, Gee Hye Lee, Nina Michelle) – Skinfire Records
- 2012 Charly Antolini and the Ladies of Jazz: One More (mit Stephanie Lottermoser, Lindy Huppertsberg, Nina Michelle, Andrea Hermenau) – Skinfire Records
- 2015 Groove Merchant (mit Florian Trübsbach, Jan Eschke, Andy Kurz) – Skinfire Records
- 2020 New Colours (mit Angela Avetisyan, Florian Riedl, Sam Hylton, Rocky Knauer) – Skinfire Records